# Loves Park (Illinois)
Loves Park – miasto w Stanach Zjednoczonych, w stanie Illinois, w hrabstwie Winnebago. W poprzednich latach miasto rozprzestrzeniło się na wschód przekraczając granice Boone Według spisu z 2000 miasto zamieszkuje 20 044 osób. Specjalny spis w 2005 wykazał, że populacja miasta wzrosła do 22 476 osób. W 2023 liczba mieszkańców ponownie wzrosła do 23 335 osób, a gęstość zaludnienia przekroczyła 607 osób/km².

## Geografia
Miasto zajmuje powierzchnię 38,4 km², z czego 1 km² (2,5%) stanowi woda.

## Demografia
Według spisu z 2000 roku miasto zamieszkuje 20 044 osób skupionych w 8 144 gospodarstwach domowych, tworzących 5 399 rodzin. Gęstość zaludnienia wynosi 535,6 osoby/km². W mieście znajdują się 8 452 budynki mieszkalne, a ich gęstość występowania wynosi 225,8 mieszkania/km². Miasto zamieszkuje 92,89% ludności białej, 2,33% stanowią Afroamerykanie, 0,21% to rdzenni Amerykanie, 1,81% Azjaci, 0,02% mieszkańcy Pacyfiku, 1,13% ludność innej rasy i 1,6% ludności wywodzącej się z dwóch lub więcej ras. Hiszpanie lub Latynosi stanowią 3,27% populacji.
W mieście są 8 144 gospodarstwa domowe, w których 33,5% stanowią dzieci poniżej 18 roku życia żyjących z rodzicami, 51,6% stanowią małżeństwa, 10,2% stanowią kobiety nie posiadające męża oraz 33,7% stanowią osoby samotne. 27,3% wszystkich gospodarstw domowych składa się z jednej osoby oraz 9,6% żyjących samotnie ma powyżej 65 roku życia. Średnia wielkość gospodarstwa domowego wynosi 2,44 osoby, natomiast rodziny 2,99 osoby. 
Przedział wiekowy kształtuje się następująco: 26,2% stanowią osoby poniżej 18 roku życia, 8% stanowią osoby pomiędzy 18 a 24 rokiem życia, 33,7% stanowią osoby pomiędzy 25 a 44 rokiem życia, 20,8% stanowią osoby pomiędzy 45 a 64 rokiem życia oraz 11,3% stanowią osoby powyżej 65 roku życia. Średni wiek wynosi 35 lat. Na każde 100 kobiet przypada 95,9 mężczyzn. Na każde 100 kobiet powyżej 18 roku życia przypada 92,7 mężczyzn.
Średni dochód dla gospodarstwa domowego wynosi 45 238 dolarów, a dla rodziny wynosi 52 061 dolarów. Dochody mężczyzn wynoszą średnio 38 167 dolarów, a kobiet 25 771 dolarów. Średni dochód na osobę w mieście wynosi 20 781 dolarów. Około 3,7% rodzin i 5% populacji miasta żyje poniżej minimum socjalnego, z czego 5% jest poniżej 18 roku życia i 3,5% powyżej 65 roku życia.